# Ermita de Sant Joan del Castell d'Atzeneta del Maestrat
L'Ermita de Sant Joan Baptista d'Atzeneta del Maestrat, a la comarca de l'Alt Maestrat, és un edifici religiós conegut també com a ermita del Castell, que està situat a uns tres quilòmetres aproximadament del municipi d'Atzeneta del Maestrat, al costat del Castell.
Està reconeguda com a Bé de Rellevància Local segons la Disposició Addicional Cinquena de la Llei 5/2007, de 9 de febrer, de la Generalitat Valenciana, de modificació de la Llei 4/1998, d'11 de juny, del Patrimoni Cultural Valencià (DOCV Núm. 5.449 / 13/02/2007), presentant com a codi identificador el 12.04.001-004.

## Descripció històrica-artística
L'ermita està dedicada a Sant Joan Baptista i a Sant Sebastià, malgrat que inicialment, després de la seva construcció al segle xviii estava sota l'advocació de la Mare de Déu de l'Esperança i els sants Fabià i Sebastià.
Es va construir com a edifici exempt, però més tard es va ampliar (existint documents en l'arxiu parroquial de la sol·licitud per part del Pare Pere Joan i d'un altre veí d'Atzeneta del Maestrat, d'indults a Roma para tots els que ajudin en l'ampliació de l'ermita) en afegir una sagristia (que servia al seu torn per accedir al cor), que va ocupar l'espai que separava l'ermita de la torre homenatge del Castell.
L'edifici es va construir seguint les pautes de l'estil gòtic, amb una façana senzilla de pedra, amb frontó acabat en una petita espadanya per a una sola campana, que es remata amb una bola de decoració i creu de ferro. Com a decoració es pot destacar les dovelles que emmarquen, formant un arc de mig punt, la porta d'accés a l'ermita, presentant una d'elles un escut eclesiàstic.
La seua planta, que és única, és de forma rectangular, de fàbrica de maçoneria amb reforços de carreus, amb capçalera plana a quatre trams i presenta coberta a dues aigües.
La il·luminació interior s'augmenta gràcies a una finestra rectangular envidrada, que il·lumina el cor alt, situat sobre la porta d'accés; situada en la façana principal sobre la porta d'accés, abans d'arribar a l'espadanya.
Respecte al seu interior, destaca el retaule datat al segle xv, i atribuït a Mateu Montoliu, que actualment es troba a l'església parroquial d'Atzeneta del Maestrat. La decoració interior consisteix en pintures de les diferents advocacions que al llarg de la seva història ha tingut l'ermita, obra d'Àngel Costa.